# Nicolai Stokholm
Nicolai Stokholm (Regstrup, 1º aprile 1976) è un ex calciatore danese, di ruolo centrocampista.

## Carriera

### Club
Stokholm cominciò la carriera con la maglia dello Holbæk. Giocò poi con le maglie di AB e Odense. Nel 2006 passò ai norvegesi del Viking, per cui debuttò nella Tippeligaen il 2 luglio, quando fu titolare nella sconfitta per 3-1 contro il Rosenborg. Il 23 luglio segnò la prima rete, nella sconfitta per 2-1 sul campo del Fredrikstad.
Nel 2009 tornò in patria, firmando per il Nordsjælland.

## Statistiche

### Cronologia presenze e reti in nazionale
| Cronologia completa delle presenze e delle reti in nazionale ― Danimarca | Cronologia completa delle presenze e delle reti in nazionale ― Danimarca | Cronologia completa delle presenze e delle reti in nazionale ― Danimarca | Cronologia completa delle presenze e delle reti in nazionale ― Danimarca | Cronologia completa delle presenze e delle reti in nazionale ― Danimarca | Cronologia completa delle presenze e delle reti in nazionale ― Danimarca | Cronologia completa delle presenze e delle reti in nazionale ― Danimarca | Cronologia completa delle presenze e delle reti in nazionale ― Danimarca |
| Data                                                                     | Città                                                                    | In casa                                                                  | Risultato                                                                | Ospiti                                                                   | Competizione                                                             | Reti                                                                     | Note                                                                     |
| ------------------------------------------------------------------------ | ------------------------------------------------------------------------ | ------------------------------------------------------------------------ | ------------------------------------------------------------------------ | ------------------------------------------------------------------------ | ------------------------------------------------------------------------ | ------------------------------------------------------------------------ | ------------------------------------------------------------------------ |
| 18-1-2004                                                                | Carson City                                                              | Stati Uniti                                                              | 1 – 1                                                                    | Danimarca                                                                | Amichevole                                                               | -                                                                        | 45’ ?’, 84’                                                              |
| 26-1-2006                                                                | Singapore                                                                | Singapore                                                                | 1 – 2                                                                    | Danimarca                                                                | Amichevole                                                               | -                                                                        | 77’                                                                      |
| 29-1-2006                                                                | Wanchai                                                                  | Hong Kong                                                                | 0 – 3                                                                    | Danimarca                                                                | Amichevole                                                               | -                                                                        | 82’                                                                      |
| 1-2-2006                                                                 | Wanchai                                                                  | Corea del Sud                                                            | 1 – 3                                                                    | Danimarca                                                                | Amichevole                                                               | 1                                                                        |                                                                          |
| 1-3-2006                                                                 | Tel Aviv                                                                 | Israele                                                                  | 0 – 2                                                                    | Danimarca                                                                | Amichevole                                                               | -                                                                        | 90’                                                                      |
| 27-5-2006                                                                | Aarhus                                                                   | Danimarca                                                                | 1 – 1                                                                    | Paraguay                                                                 | Amichevole                                                               | -                                                                        | 84’                                                                      |
| 15-8-2012                                                                | Odense                                                                   | Danimarca                                                                | 1 – 3                                                                    | Slovacchia                                                               | Amichevole                                                               | -                                                                        | 61’                                                                      |
| 16-10-2012                                                               | Milano                                                                   | Italia                                                                   | 3 – 1                                                                    | Danimarca                                                                | Qual. Mondiali 2014                                                      | -                                                                        | 76’                                                                      |
| 14-11-2012                                                               | Istanbul                                                                 | Turchia                                                                  | 1 – 1                                                                    | Danimarca                                                                | Amichevole                                                               | -                                                                        | 71’                                                                      |
| 22-3-2013                                                                | Olomouc                                                                  | Rep. Ceca                                                                | 0 – 3                                                                    | Danimarca                                                                | Qual. Mondiali 2014                                                      | -                                                                        |                                                                          |
| 26-3-2013                                                                | Copenaghen                                                               | Danimarca                                                                | 1 – 1                                                                    | Bulgaria                                                                 | Qual. Mondiali 2014                                                      | -                                                                        |                                                                          |
| 5-6-2013                                                                 | Aalborg                                                                  | Danimarca                                                                | 2 – 1                                                                    | Georgia                                                                  | Amichevole                                                               | -                                                                        | 61’                                                                      |
| Totale                                                                   |                                                                          | Presenze                                                                 | 12                                                                       |                                                                          | Reti                                                                     | 0                                                                        |                                                                          |